# Almuth Schult
Almuth Schult (Dannenberg, 9 de fevereiro de 1991) é uma futebolista profissional alemã que atua como goleira.

## Carreira
Almuth Schult fez parte do elenco da Seleção Alemã de Futebol Feminino, nas Olimpíadas de 2016. 